# Manuel Quimper
Manuel Quimper Benítez del Pino (Lima, Virregnat del Perú, ~1757 - Lima, abril de 1844) va ser un peruà d'origen espanyol, oficial naval, explorador, cartògraf i funcionari colonial. Va realitzar diverses expedicions d'exploració i aixecaments cartogràfics en l'estret de Juan de Fuca i en les illes Sandwich a la fi del segle xviii. Més tard va ser nomenat governador colonial en el seu Perú natal, en l'inici de la lluita per la independència. Es va retirar a Espanya, però va ser capaç de tornar al Perú on va servir com a oficial naval a la nova república i va fer una carrera literària abans de morir a Lima.

## Biografia

### Joventut
Manuel Quimper va néixer a Lima, de pare francès i mare espanyola. Als tretze anys es va convertir en cadet en una companyia de l'Armada espanyola estacionada a Callao, i va participar en l'exploració de l'illa Gran de Chiloé. L'abril de 1771, amb l'aval del virrei del Perú Manuel d'Amat i de Junyent, va ser acceptat en la Reial i Pontifícia Universitat de San Marcos a Lima, on va estudiar matemàtiques i les seves aplicacions nàutiques, i on es va graduar el juny de 1774.
Poc se sap de la família de Quimper. El 1792, El Mercuri Peruà, una publicació de la Societat Acadèmica de Amants de Lima, va publicar una carta seva que havia escrit, segons sembla, a un germà a Lima durant la seva estada el 1790 al Nootka Sound.

### Carrera naval

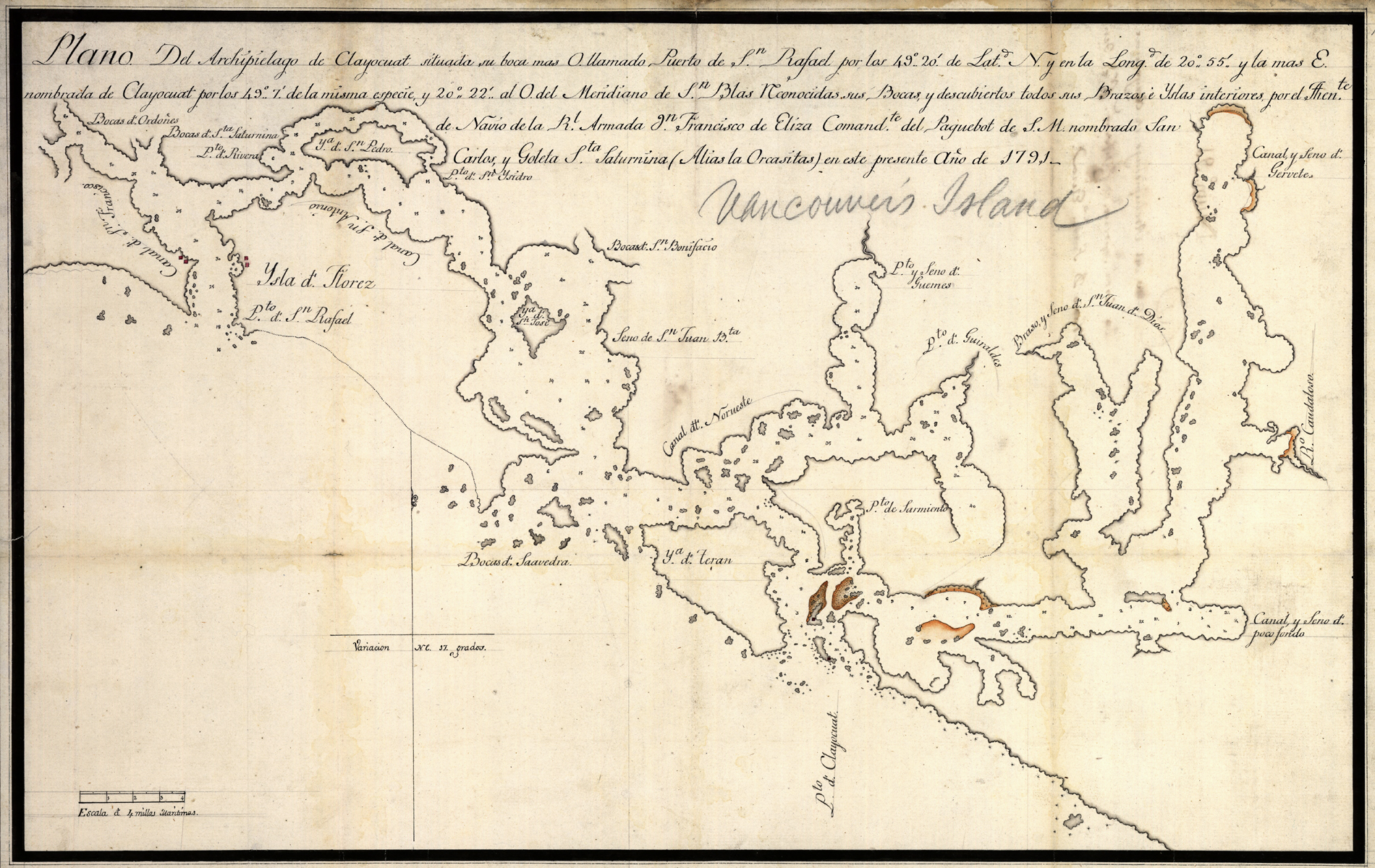
Arxipèlag de Clayocuat, 1791

Després dels seus estudis universitaris, Quimper va ser assignat a la fragata Áquila en una missió per reafirmar la sobirania espanyola sobre la illa de Tahití en el Pacífic Sud i, a finals de 1777, per lliurar fusta de Guayaquil per a la construcció naval en el Callao. A finals de 1780 va ser ascendit a alferes de navili i assignat al transport d'aliments des del Callao a Talcahuano. Dos anys més tard va ser enviat a cartografiar les illes de Juan Fernández en el Pacífic Sud i al seu retorn al port de Valparaíso va rebre reconeixement per les seves habilitats cartogràfiques. El 1786 es va embarcar en viatge de quatre mesos cap al port espanyol de Cadis. Al mes havia estat ascendit a alferes de navili i va rebre el permís per servir a la cort del rei Carlos III a Madrid durant quatre mesos, abans de tornar al mar destinat a la protecció del golf de Cadis.
La cort espanyola estava cada vegada més preocupada per les incursions de britànics i russos al llarg de la costa del Pacífic Nord-oest i va decidir enviar a set joves oficials de l'Armada acabats de formar per esbrinar les seves intencions. Entre ells estava Quimper i un company peruà Juan Francisco de la Bodega y Quadra, que va ser nomenat comandant del Departament Naval de San Blas. Van partir de Cadis a bord del Sant Ramon al maig de 1789 i després arribar a Veracruz, els set van ser traslladats al port de San Blas, a la costa del Pacífic.
El juliol de 1789 es van rebre notícies del Pacífic Nord-oest amb l'arribada del Princesa Reial, un vaixell dedicat al comerç de pells que havia estat capturat als britànics en el Nootka Sound pel comandant espanyol Esteban José Martínez. El 1788, el comerciant i explorador britànic John Meares havia establert un lloc de comerç de pells a Nootka Sound. Espanya considerava aquest assentament una invasió del seu territori i havia enviat a Martínez per ocupar el port a l'any següent. Martínez va arribar el 1789 amb vaixells de guerra, es va apoderar del port i d'alguns vaixells, incloent-hi la balandra Princess Royal, a la qual va canviar el nom per Princesa Reial. La balandra va ser enviada a San Blas a disposició del virrei de la Nova Espanya Juan Vicente de Güemes, 2n comte de Revillagigedo. El virrei, però, va voler evitar problemes addicionals amb els britànics i va ordenar que tornessin el vaixell.
El 3 de febrer de 1790, Quimper, va tenir sota el seu comandament, en el Princesa Real, al pilot Joan Carrasco, en una expedició que va navegar cap al nord des de San Blas, al comandament del tinent de navili Francisco de Eliza, l'oficial de major rang disponible a San Blas. L'acompanyaven el tinent de navili Salvador Fidalgo, i l'alferes de navili Manuel Quimper. El seu propòsit era enfortir l'assentament del Nootka Sound, realitzar més aixecaments cartogràfics en les aigües del estret de Juan de Fuca i en les illes San Juan, i tornar el Princesa Reial als britànics. Després de diverses setmanes al mar, l Princesa Reial i Quimper van arribar amb dificultat en Nootka Sound, i escometre les reparacions en el vaixell abans de tornar als britànics. Durant el mes de maig, l Princesa Reial va ser reparat i no hi va haver indicis dels britànics. Quimper, llavors, va utilitzar el vaixell per dur a terme una exploració de dos mesos de les costes nord i sud de l'estret de Juan de Fuca.
Durant juny i juliol, cartografiar i va nomenar molts accidents geogràfics al llarg de la costa sud de l'illa de Vancouver i la costa nord de la península Olympic. Va ser el primer europeu a albirar la muntanya Baker, al que va cridar La Gran Muntanya Carmelita. A la península Olympic comerciar i va observar els costums dels pobles indígenes, prop de Dungeness, Washington (que va cridar badia de Quimper) i prop del riu Elwha, molt probablement en ambdós casos amb membres de la tribu Klallam; Quimper seria així possiblement el primer europeu que els hauria vist. La major part dels seus descobriments al llarg de l'estret van ser canviats de nom pel capità britànic George Vancouver el 1792, que va realitzar una exploració detallada de la mateixa regió. Els pocs accidents que encara conserven almenys una aparença dels seus noms en espanyol són Port Angeles (Washington), l'estret de Rosario, la península de Quimper i l'illa Fidalgo.
Quimper va tornar al Nootka Sound a principis d'agost, però no va poder entrar al port durant diversos dies a causa de la densa boira. Va posar llavors rumb de tornada a la Nova Espanya i va arribar a Monterrey l'1 de setembre de 1790. Aquí es va reunir amb Fidalgo, a bord del Sant Carles, i tots dos van arribar a San Blas el 13 de novembre de 1790. El virrei Revillagigedo es va sorprendre en saber que l Princesa Reial es trobava encara en possessió espanyola i va enviar un missatge a la Cort de Madrid recomanant que la devolució del vaixell als britànics es fes llavors en Macau. També va enviar un informe de les exploracions de Quimper a la regió del Pacífic Nord-oest, amb nou de les seves cartes marines. Quimper va ser ascendit a tinent de fragata.

### Illes Sandwich
El 14 de febrer de 1791, Quimper va salpar a bord del Princesa Reial, a les ordres del comandant de San Blas, Juan Francisco de la Bodega y Quadra per a cartografiar les illes Sandwich i després tornar la nau al Governador General de les Filipines Félix Berenguer de Marquina, que a continuació l'havia de tornar als britànics. Mentre explorava les illes Sandwich, l'1 abril 1791 Quimper va tenir una trobada tensa amb James Colnett, el comandant britànic de Nutka. Colnett va exigir una explicació a Quimper de per què el Princesa Reial encara no havia estat retornat i Quimper va informar dels plans per lliurar-lo a Macau. Colnett va amenaçar amb apoderar-se de la nau allà mateix, però quan va observar que Quimper es preparava per al combat es va fer enrere. Quimper va continuar la seva exploració de les illes de Hawaii, Maui i Oahu, i el 19 d'abril de 1791, va salpar rumb cap a les illes Filipines.
Quimper va arribar a la base naval de Cavite a la badia de Manila el 4 de juny de 1791. Li va lliurar la nau a Vicente Plans i Valdés, un familiar del ministre de la Marina. El Princesa Reial va ser retornat a Macau el 12 d'agost de 1791, però un fort huracà la va copejar aviat provocant greus danys a la nau, que va ser venuda després de la seva salvament. Mentrestant el també explorador espanyol Alejandro Malaspina estava de retorn a Manila després de la seva exploració de les illes Mariannes i Quimper el va ajudar a crear les cartes marines de les seves troballes.

### Sant Blas
El 21 de maig de 1792, Quimper va ser posat al comandament de la fragata San José de les Ànimes i es va embarcar cap a Sant Blai, acompanyat de la goleta Valdés, al comandament del tinent Cosme Bertadano. Els dos vaixells es van separar molt aviat per un huracà que va causar que la Valdés tornés a Manila. Quimper va seguir rumb cap a Sant Blai, encara que el seu vaixell va quedar greument danyat pel mal temps i no va arribar fins gairebé sis mesos després, el 6 de novembre de 1792. Es va assabentar que el 16 d'octubre, s'havien emès ordres de concedir-li el permís per casar-se amb Francisca Márquez, i del seu nomenament com a assistent especial del seu compatriota i amic Juan Francisco de la Bodega y Quadra, el comandant naval de Sant Blai, que tenia problemes de salut però no volia renunciar al comandament mentre la situació internacional estava deteriorant-se i era probable que esclatés una guerra. Quimper va ocupar aquest càrrec fins al febrer de 1794, quan va morir Bodega y Quadra.
Quimper mateix es trobava en mal estat de salut i se li va concedir permís, el juny de 1795, per tornar a Espanya. Mentre esperava a Veracruz per embarcar, va ser nomenat capità de la corbeta  Atrevida  i va navegar en aquest vaixell fins a Cadis, encara al comandament de Malaspina. Quimper pel que sembla mai va prendre el comandament de la Atrevida, perquè mentre estava al port de Cadis, va sol·licitar i va obtenir el trasllat a Madrid per atendre assumptes personals. Vuit mesos més tard va ser admès a la prestigiosa Orde Militar de Calatrava.
Quimper després va servir a Algesires sota el comandament de Bruno de Heceta, un veterà marí que havia explorat també la regió del Pacífic Nord-oest. Aviat va demanar la governació de Guayaquil, però se li va donar el comandament de la flota naval de Madrid, càrrec que va mantenir fins 1802. Va ser nomenat després ministre d'Hisenda a Veracruz per la qual cosa va tornar a Amèrica amb una categoria ministerial.

### Carrera governamental
Manuel Quimper va ser nomenat el 1802 ministre d'Hisenda per supervisar els desemborsaments imperials en Veracruz. El 1805 va ser nomenat governador de Huamanga (més tard anomenat Regió d'Ayacucho) a la part sud del seu país natal, el Perú, però a causa d'un confús incident amb la participació del recent nomenat virrei del Perú, José Fernando Abascal i Sousa, es va convertir en el seu lloc en governador de la regió de Puno, al llac Titicaca.
Durant el seu mandat com a governador de Puno, va sorgir un moviment independentista del qual Quimper advertir al virrei Abascal al juliol de 1809. La seva pròpia col·lecció, curosament guardada, de documents, mapes, manuscrits i llibres va ser destruïda en un aixecament de la població local. Quimper va ser remogut com a governador a finals de gener de 1810. El seu successor, Manuel Antonio Nieto, va morir als pocs mesos i Quimper tornar a Puno com a governador al juny de 1810.
Després de l'aixecament al Alt Perú per la independència el 1814, Quimper va ser nomenat de nou governador de Huamanga, l'agost d'aquest mateix any 1814. El seu viatge al seu nou lloc, però, va ser interromput per una rebel·lió a la regió del Cuzco, i va ser desviat a la ciutat d'Arequipa. Des d'allà, amb 250 homes, va ser en socors de Puno el 9 de desembre de 1814. Després de restaurar l'ordre va marxar a la seva ciutat natal de Lima. Quimper encara estava a Lima quan el virrei va ser substituït per Joaquín de la Pezuela, que va confirmar el seu nomenament com a governador de Huamanga; Quimper va viatjar allà per assumir el càrrec, que va ocupar durant tres anys abans de tornar a Espanya, ja retirat.

## Retir a Espanya
Mentre Quimper estava a Espanya, el seu fill el coronel Manuel Quimper, estava lluitant per la causa espanyola al Perú. Hi havia estat servint a l'Alt Perú fins a ser nomenat comandant en cap de les forces espanyoles de la costa sud del Perú el 9 de febrer de 1820. El jove Manuel Quimper va patir una gran derrota mentre defensava la ciutat de Nazca i es va veure obligat a fugir cap a la costa a l'octubre de 1820.
Mentrestant, a Madrid, el seu pare va rebre l'honor militar de la Reial i Militar Orde de Sant Hermenegild el 1820. També va començar a rebre reconeixement pel seu talent literari i el 1821, la Impremta Álvarez, va publicar el seu manuscrit de 180 pàgines en décima es titulat Laiques vivacitat de Quimper, torxa peruana, esdeveniments del Perú en civils guerres, promogudes pel Regne de Buenos-Ayres, des de l'any 1809 fins al de 1818, descrivint les seves observacions personals de les guerres civils al Perú des de 1809 fins a 1818.
Encara pesarós per la pèrdua dels documents que havien estat destruïts a Puno, al final de 1821 va sol·licitar el suport de José Bustamante, director general de l'Armada Nacional, per a la publicació d'un relat de les seves experiències a bord de la Atrevida en la badia de Manila trenta anys abans. Pel que sembla, no va rebre el suport de Bustamante. No obstant això, el 1822 Quimper publicar a Madrid el seu llibre Illes Sandwich: Descripció succinta d'aquest arxipèlag, que havia estat prèviament publicat en El Mercuri Peruà. A la «Introducció» d'aquest llibre va tractar d'explicar-se a si mateix i el seu retorn a Espanya, citant el seu servei naval a Espanya, des de l'adolescència, i el fet que havia estat tractat com un americà a Espanya, i com un espanyol en el Perú.

### Retorn al Perú
Quimper tenia ganes de tornar a la seva terra natal del Perú i al febrer de 1822 va donar els passos per assegurar-se una acollida favorable al seu retorn. Va tornar poc després i es va informar que s'havia convertit en un patriota peruà el 1823. El govern de la República del Perú el va nomenar comandant naval el 1827 i més tard capità. Va continuar les seves activitats literàries i va escriure el "Poema extraño", segments dels quals van ser publicats en La Gazeta de Lima. Va morir a Lima l'abril de 1844.

## Llocs anomenats en el seu honor
- Península de Quimper (48° 5′ N, 122° 50′ O / 48.083°N,122.833°O) a l'estat de Washington;
- Muntanya Manuel Quimper (48° 25′ N, 123° 40′ O / 48.417°N,123.667°O) a l'illa de Vancouver, Colúmbia Britànica;
- Parc Quimper, un lloc commemoratiu prop de Sook (Colúmbia Britànica), dedicat el 23 de juny de 1990, per assenyalar el 200 aniversari del desembarcament de Quimper.

## Llocs anomenats per Quimper
- Badia de Bodega y Quadra (ara Discovery Bay, Washington a 48° 3′ 0″ N, 122° 52′ 0″ O / 48.05000°N,122.86667°O);
- Badia de Nuñez Gaona (ara Neah Bay, Washington a 48° 21′ 56″ N, 124° 36′ 56″ O / 48.36556°N,124.61556°O);
- Punta Bonilla, Colúmbia Britànica;
- Ancorada de Quadra (ara Maalaea, Maui, Hawaii);
- Ancorada de Quimper (ara Pearl Harbor, Hawaii);
- Ensenada d'Ulloa (ara Kawaihae Bay, a l'illa de Hawaii);
- Punta Gonzales, Victoria, Colúmbia Britànica (i indirectament badia Gonzales i muntanya Gonzales en la mateixa localització);
- Gran Mont de Carmella (ara Mount Baker, Washington a 48° 46′ 0″ N, 121° 48′ 0″ O / 48.76667°N,121.80000°O);
- Jordan River, Colúmbia Britànica (i indirectament l'assentament de Jordan River (Colúmbia Britànica) a la desembocadura d'aquest riu);
- Estret d'Haro, Colúmbia Britànica/Washington;
- La nostra Senyora dels Àngels (ara Port Angeles, Washington a 48° 7′ 20″ N, 123° 26′ 30″ O / 48.12222°N,123.44167°O);
- Porta de Revillagigedo (ara Sook (Colúmbia Britànica) a 48° 22′ 55″ N, 123° 43′ 52″ O / 48.38194°N,123.73111°O);
- Port de Cordova (ara Esquimalt, Columbia Británicaa a 48° 25′ 50″ N, 123° 24′ 29″ O / 48.43056°N,123.40806°O);
- Port de Quimper (ara Dungeness Bay, Washington a 48° 9′ 45″ N, 123° 9′ 0″ O / 48.16250°N,123.15000°O);
- Port de Sant Joan (ara Port Sant Joan, al Port Renfrew (Colúmbia Britànica) a 48° 33′ 31″ N, 124° 23′ 57″ O / 48.55861°N,124.39917°O);
- Punta de Sant Miquel (ara Albert Head (Colúmbia Britànica)
- Punta de Santa Creu (ara Dungeness, Washington a 48° 8′ 0″ N, 123° 9′ 0″ O / 48.13333°N,123.15000°O);
- Punta de Sant Domingo (ara William Head (Colúmbia Britànica)
- Rada d'Eliza (ara Pedda Bay (Colúmbia Britànica)
- Rada de Solano (ara Parry Bay (Colúmbia Britànica)
- Rada de Valdés i Bazan (ara Royal Roads (Colúmbia Britànica)
- Sombrio River, Colúmbia Britànica;